# Rajince
Rajince (em cirílico: Рајинце) é uma vila da Sérvia localizada no município de Preševo, pertencente ao distrito de Pčinja, na região de Vallée de Preševo. A sua população era de 1954 habitantes segundo o censo de 2002.

## Demografia
| 1948 | 1953 | 1961 | 1971 | 1981 | 1991 | 2002 |
| ---- | ---- | ---- | ---- | ---- | ---- | ---- |
| 1426 | 1742 | 1683 | 1832 | 2010 | 2110 | 1954 |